# Nymphon nagannuense
Nymphon nagannuense is een zeespinnensoort uit de familie van de Nymphonidae. De wetenschappelijke naam van de soort is voor het eerst geldig gepubliceerd in 2012 door Takahashi, Kajihara & Mawatari.